# Luigi Miceli
Luigi Alfonso Miceli (Longobardi, 7 giugno 1824 – Roma, 30 dicembre 1906) è stato un patriota e politico italiano, mazziniano e poi garibaldino, fu deputato, ministro e senatore del Regno.

## Biografia

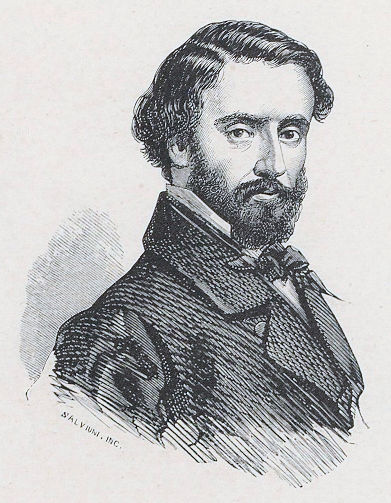
Luigi Miceli in giovane età

Nacque a Longobardi, in provincia di Cosenza, il 7 giugno 1824, settimo figlio di Francesco e di Antonia Campagna dei baroni di Sartano . Si laurea in legge; entrato giovanissimo nella Giovane Italia (1844), coopera alla preparazione dell'insurrezione calabrese del settembre 1847 e, dopo il colpo di Stato reazionario del 15 maggio 1848 da parte di Ferdinando II delle Due Sicilie, è segretario del comitato insurrezionale in Calabria. In seguito al fallimento moti calabresi del 1848 deve fuggire prima a Roma e poi a Genova: accorre in aiuto della Repubblica Romana (1849) e va poi esule a Genova dove vive insegnando lettere in un collegio. Viene condannato a nove anni di ferri dalla Gran Corte Criminale di Calabria Citra in contumacia nel 1855.
Dopo aver aderito alla Società nazionale italiana, partecipa alla seconda guerra di indipendenza nelle file dei Cacciatori delle Alpi combattendo con Garibaldi a Varese e a San Fermo (1859). Nel 1860 è tra gli organizzatori della spedizione dei Mille, a cui partecipa personalmente; alla presa di Palermo viene promosso capitano.

### Parlamentare e ministro
Dopo l'unità d'Italia viene eletto deputato alla Camera per il collegio di Paola.
Fece parte della Commissione istituita nel dicembre 1861, per redigere il primo elenco dei Mille che sbarcarono a Marsala l'11 maggio 1860. 
Fu in Parlamento con la sinistra storica. Sotto di lui venne preparato il progetto per gli operai vecchi e inabili al lavoro ed altre riforme di grande utilità sociali. Nel 1863 Luigi Miceli si dimette da deputato con Agostino Bertani e Giovanni Nicotera per protesta contro l'intervento militare contro i Garibaldini in Aspromonte da parte del Governo italiano e venne sostituito da Giuseppe Valitutti. 
Fu rieletto nel 1864 e sempre riconfermato fino al 1897. Prese parte nel 1866 alla terza guerra d'indipendenza come capitano di stato maggiore.
Spostatosi su posizioni politiche più moderate, nel 1878 è ministro dell'agricoltura, dell'industria e del commercio nei governi Cairoli III (1879-1881), Crispi I e Crispi II (1888-1891).. Fu anche vicepresidente della Camera dal 1886 al 1888.
Il 17 novembre 1898 fu nominato senatore del Regno.
Luigi miceli lottò molto affinché tutti i cittadini potessero avere diritti e doveri.
Importanti le sue dure invettive contro il Maggiore Pietro Fumel: lo accusava di agire contro i briganti cosentini e calabresi uccidendo e agendo in spregio a ogni regola del diritto e soprattutto confondendo le proteste popolari per il diritto agli usi civici delle terre demaniali silane con la guerra contro il brigantaggio.
Morì a Roma il 30 dicembre del 1906, all'età di 82 anni. È stato sepolto nel Cimitero acattolico di Roma.

## Vita privata
Aveva sposato la tedesca Maria Schwarzenberg (1840 - 1898).

## Onorificenze

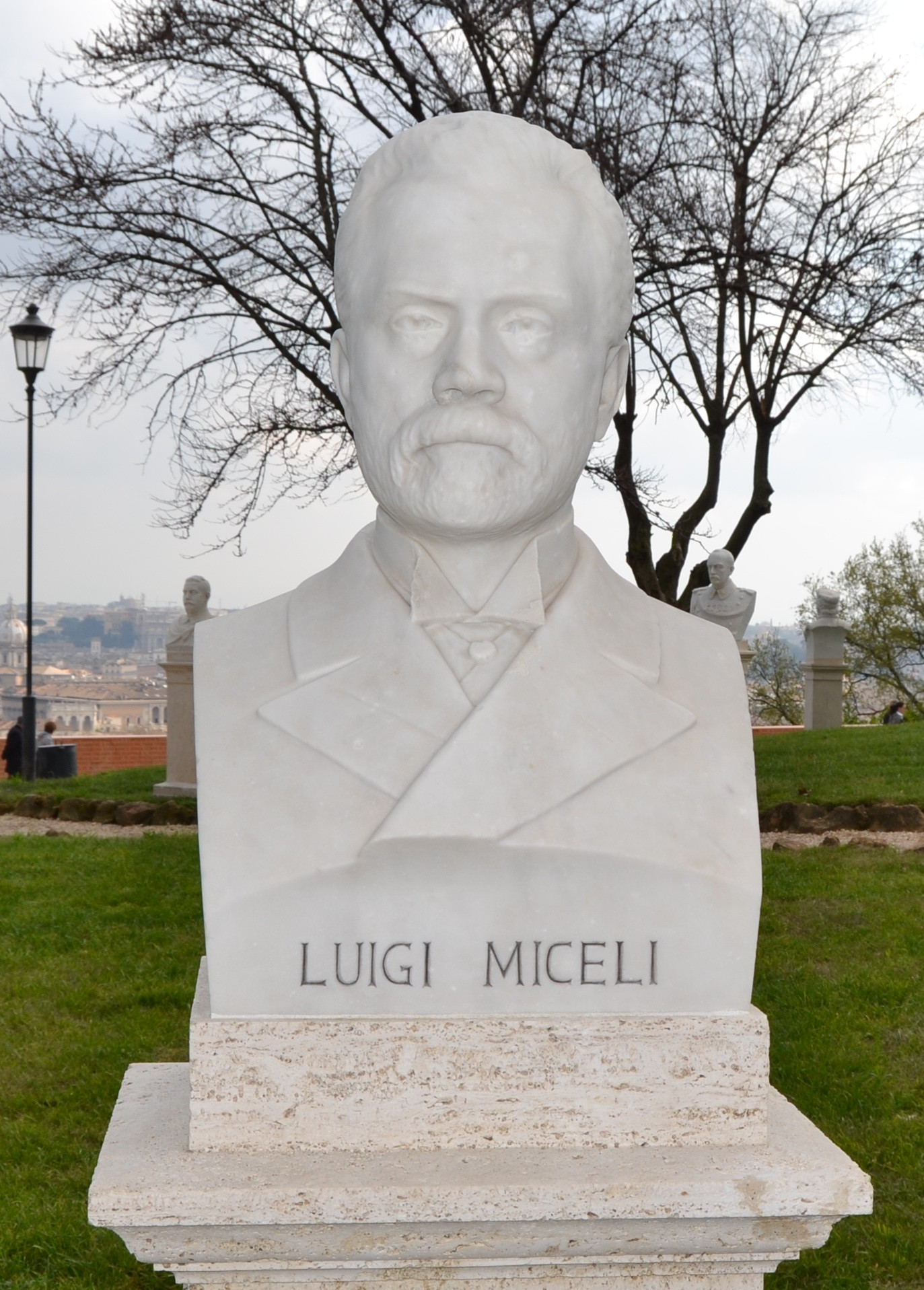
Il Busto del senatore Luigi Miceli al Gianicolo di Roma

### Dediche
- A Cosenza gli è stata dedicata una via del centro cittadino;
- Gli è stata dedicata una piazza nella sua Longobardi;
- a Roma, al Gianicolo, il suo busto ne ricorda la difesa della Repubblica romana; [4]
- A Roma è presente il "largo Luigi Miceli".